# Lordi
Lordi – fiński zespół muzyczny założony w 1996 roku, zwycięzca 51. Konkursu Piosenki Eurowizji z utworem „Hard Rock Hallelujah”.

## Historia
Zespół został założony w 1996, jego założyciele poznali się w Szwecji na koncercie zespołu Kiss. Pierwszą płytą Lordi miał być krążek pt. Bend Over and Pray the Lord, ale po jego nagraniu okazało się, że wytwórnia nie może go wydać. Debiutancki album pt. Get Heavy został wydany w 2002 pod szyldem BMG Finland. Już pierwszy singel („Would You Love a Monsterman?”) zapewnił zespołowi na starcie dużą popularność w Finlandii.
W 2004 z inicjatywy lidera grupy powstał krótkometrażowy film grozy pt. The Kin, w którym pięcioro muzyków wystąpiło w swoich scenicznych strojach w roli potworów. Film zamieszczono na płycie DVD dołączonej do drugiego albumu studyjnego – The Monsterican Dream. W 2005 ukazała się kompilacja utworów z obu płyt pt. The Monster Show (to pierwsza płyta Lordi wydana w Wielkiej Brytanii).
W 2006, po wydaniu trzeciego albumu pt. The Arockalypse, został wybrany na reprezentanta Finlandii z utworem „Hard Rock Hallelujah” w 51. Konkursie Piosenki Eurowizji. Wybór zespołu na fińskiego przedstawiciela wzbudził kontrowersje w kraju, część krytyków nawoływała prezydent Tarję Halonen, aby zakazała zespołowi występować, jednak nie doszło to do skutku. Przewodnicząca sieci greckich restauracji oraz zrzeszenia właścicieli barów publicznie zaapelowała do Greków i Finów, aby nie pozwolili zespołowi wystąpić, twierdząc że Lordi jest zespołem satanistycznym. Zespół odciął się od oskarżeń, twierdząc, że satanistyczna grupa nie wykonywałaby utworów w stylu „Devil Is a Loser”, a charakterystyczne stroje członków zespołu powiązane są z ich zamiłowaniem do horrorów, a nie z satanizmem. 20 maja zespół wystąpił w finale Konkursu Piosenki Eurowizji organizowanego w Atenach i ostatecznie zajął pierwsze miejsce z 292 punktami na koncie. Po zwycięstwie w konkursie prezydent Finlandii wysłała zespołowi wiadomość z gratulacjami.

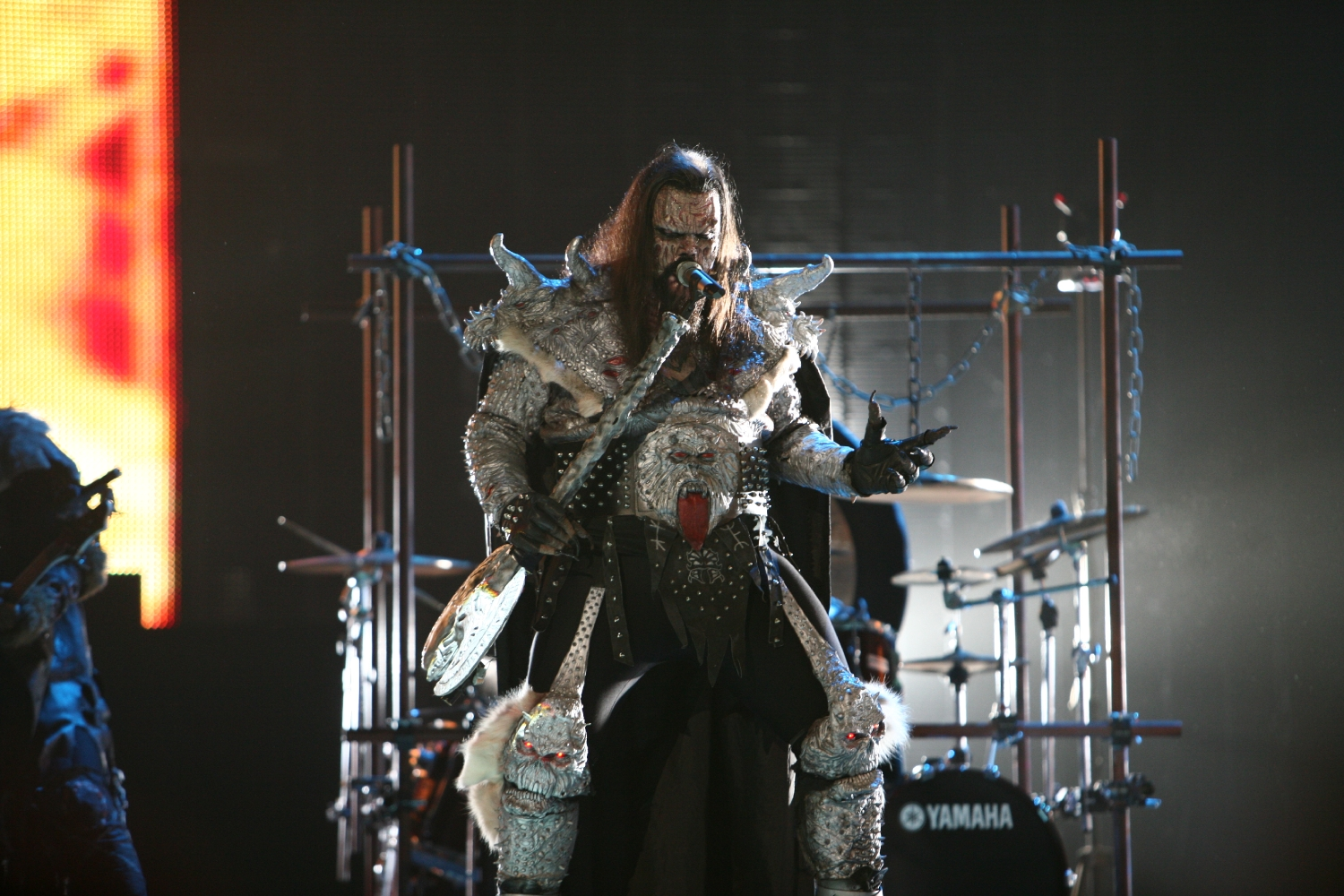
Zespół Lordi, 2007

Wygrana finału Konkursu Piosenki Eurowizji spowodowała gwałtowny wzrost popularności grupy na całym świecie i pozwoliło jej wystąpić na wielu znanych festiwalach. W 2007 wyprodukowano pierwszy pełnometrażowy film pt. Dark Floors, w którym wystąpili członkowie Lordi. W 2008 grupa wydała płytę pt. Deadache. 15 marca 2009 dali swój pierwszy koncert w Polsce (w warszawskim klubie Progresja). W 2010 premierę miała kolejna płyta zespołu pt. Babez for Breakfest. 4 października 2010 z zespołu odszedł dotychczasowy perkusista. Jego miejsce zajął Otus, który 14 lutego 2012 z nieznanych przyczyn zmarł. W lipcu 2012 zespół opuściła keyboardzistka Awa. Ostatni koncert z jej udziałem odbył się 11 sierpnia 2012. Miejsca Otusa i Awy zajęli Mana i Hella.
1 września 2012 zespół zaczął się prace nad nowym albumem pt. To Beast or Not to Beast. Premiera nowego albumu nastąpiła 1 marca 2013. W ramach promocji nowego albumu zespół zagrał podczas drugiej części touru w Krakowie 8 grudnia 2013 w klubie Kwadrat. Kolejnym krążkiem Lordi został album pt. Scare Force One nagrany w Finlandii, którego premiera odbyła się 31 października 2014.
2 sierpnia 2019 zespół zagrał w Polsce podczas XXV edycji Pol’and’Rock Festival.
6 maja 2022 przez wspólną decyzję członków z grupy wykluczony został Amen. Powodem miała być zła atmosfera oraz niechęć gitarzysty do dalszej współpracy.

## Kostiumy
Zespół słynie z zainspirowanych filmami grozy kostiumów, bez których żaden z jego członków nie pokazuje się publicznie. Specyficzne kostiumy muzyków zespołu tworzone przez Mr. Lordiego są stałą częścią publicznego wizerunku Lordi. Członkowie zespołu pojawiają się w nich na koncertach, w teledyskach i podczas udzielania wywiadów, nawet jeśli nie jest to dla nich w pełni komfortowe. Niegdyś zostali oni zauważeni przez reporterów z BBC, kiedy to w czasie wolnym wypoczywali w swoich strojach przy basenie w pełnym słońcu. Mr. Lordi przyznał, że jest to trochę niewygodne, jednak nie mają zamiaru z tego zrezygnować. Każdy z kostiumów waży około dziesięciu kilogramów i nie przepuszcza powietrza. Maski wykonane są z piankowego lateksu. W roku 2010 kostiumy zostały zmienione. W przypadku Mr. Lordiego nie widać prawie żadnej różnicy, jednak u Lady Awy widać ją bardzo wyraźnie.
15 marca 2006 roku fiński brukowiec Ilta-Sanomat opublikował zdjęcia Mr. Lordiego w cywilnym ubraniu i z częściowo odsłoniętą twarzą. Zespół nazwał to obrazą i próbą zniszczenia demonicznego wizerunku, który wypracowywał sobie przez lata, a setki fanów zbojkotowały gazetę.

## Muzycy
| Obecni członkowie - Tomi „Mr. Lordi” Putaansuu – śpiew (1996 –) - Hiisi – gitara basowa (2019 –) - Mana – perkusja (2012 –) - Hella – instrumenty klawiszowe (2012 –) - Kone – gitara (2022 –) | Byli członkowie - Sami „G-Stealer” Keinänen – gitara basowa (1996–1999) - Jussi „Amen” Sydänmaa – gitara elektryczna (1996–2022) - Sami „Magnum” Wolking – gitara basowa (1999–2002) - Leena „Awa” Peisa – instrumenty klawiszowe (2005–2012) - Erna „Enary” Siikavirta – instrumenty klawiszowe (1997–2005) - Niko „Kalma” Hurme – gitara basowa (2002–2005) - Sampsa „Kita” Astala – perkusja (2000–2010) - Tonmi „Otus” Lillman (zmarły) – perkusja (2010–2012) - Samer „OX” el Nahhal – gitara basowa (2005–2019) |

Oś czasu

## Dyskografia

### Albumy
| Rok                            | Tytuł                                                                                       | Pozycja na liście | Pozycja na liście | Pozycja na liście | Pozycja na liście | Pozycja na liście | Pozycja na liście | Pozycja na liście | Certyfikat                     |
| Rok                            | Tytuł                                                                                       | SWE               | FIN               | NOR               | DEU               | FRA               | AUT               | CHE               | Certyfikat                     |
| ------------------------------ | ------------------------------------------------------------------------------------------- | ----------------- | ----------------- | ----------------- | ----------------- | ----------------- | ----------------- | ----------------- | ------------------------------ |
| 2002                           | Get Heavy - Data: 1 listopada 2002 - Wydawca: BMG Finland                                   | –                 | 3                 | –                 | –                 | –                 | –                 | –                 | - FIN: 2x platyna              |
| 2004                           | The Monsterican Dream - Data: 15 kwietnia 2004 - Wydawca: BMG Finland                       | –                 | 4                 | –                 | 70                | –                 | –                 | –                 | - FIN: platyna                 |
| 2006                           | The Arockalypse - Data: 10 marca 2006 - Wydawca: BMG Finland                                | 1                 | 1                 | 21                | 7                 | 98                | 11                | 8                 | - FIN: 2x platyna - SWE: złoto |
| 2008                           | Deadache - Data: 29 października 2008 - Wydawca: Sony BMG                                   | 42                | 5                 | –                 | 33                | 168               | 51                | 73                |                                |
| 2010                           | Babez for Breakfast - Data: 10 września 2010 - Wydawca: Sony Music                          | –                 | 9                 | –                 | 66                | 113               | 71                | –                 |                                |
| 2013                           | To Beast or Not to Beast - Data: 1 marca 2013 - Wydawca: Sony Music                         | –                 | 8                 | –                 | 56                | –                 | 67                | 95                |                                |
| 2014                           | Scare Force One - Data: 31 października 2014 - Wydawca: Sony Music                          | –                 | 13                | –                 | 62                | –                 | –                 | –                 |                                |
| 2016                           | Monstereophonic (Theaterror vs. Demonarchy) - Data: 16 września 2016 - Wydawca: AFM Records | –                 | 10                | –                 | 52                | –                 | –                 | 83                |                                |
| 2018                           | Sexorcism - Data: 25 maja 2018 - Wydawca: AFM Records                                       | –                 | 19                | –                 | 20                | –                 | 74                | –                 |                                |
| 2020                           | Killection - Data: 31 stycznia 2020 - Wydawca: AFM Records                                  | –                 | 8                 | –                 | 13                | –                 | –                 | 24                |                                |
| 2021                           | Lordiversity                                                                                |                   |                   |                   |                   |                   |                   |                   |                                |
| „–” pozycja nie była notowana. |                                                                                             |                   |                   |                   |                   |                   |                   |                   |                                |

### Kompilacje
| Rok  | Tytuł                                                            |
| ---- | ---------------------------------------------------------------- |
| 2005 | The Monster Show - Data: 17 lutego 2005 - Wydawca: Mayan Records |
| 2009 | Zombilation - Data: 20 lutego 2009 - Wydawca: Drakkar Records    |
| 2012 | Scarchives Vol. 1 - Data: 3 września 2012 - Wydawca: Sony Music  |

### Single
| 2002                           | Would You Love a Monsterman?         | –  | 1  | – | –  | - FIN: złoto |
| 2003                           | Devil Is a Loser                     | –  | 9  | – | –  |              |
| 2004                           | My Heaven Is Your Hell               | –  | 1  | – | –  |              |
| 2004                           | Blood Red Sandman                    | –  | 17 | – | –  |              |
| 2006                           | Hard Rock Hallelujah                 | 8  | 1  | 9 | 5  | - DEU: złoto |
| 2006                           | Who’s Your Daddy?                    | –  | 1  | – | 33 |              |
| 2006                           | Would You Love a Monsterman? (2006)  | 54 | –  | – | –  |              |
| 2006                           | It Snows in Hell                     | –  | 2  | – | –  |              |
| 2007                           | They Only Come Out at Night          | –  | 6  | – | –  |              |
| 2008                           | Beast Loose in Paradise              | –  | 3  | – | –  |              |
| 2008                           | Bite It Like a Bulldog               | –  | 1  | – | –  | - FIN: złoto |
| 2008                           | Deadache                             | –  | –  | – | –  |              |
| 2010                           | This Is Heavy Metal                  | –  | 10 | – | –  |              |
| 2010                           | Rock Police                          | –  | –  | – | –  |              |
| 2013                           | The Riff                             | –  | –  | – | –  |              |
| 2014                           | Nailed by the Hammer of Frankenstein | –  | –  | – | –  |              |
| 2016                           | Hug You Hardcore                     | –  | –  | – | –  |              |
| 2018                           | Your Tongue's Got the Cat            | –  | –  | – | –  |              |
| 2018                           | Naked in My Cellar                   | –  | –  | – | –  |              |
| 2019                           | Shake the Baby Silent                | –  | –  | – | –  |              |
| 2019                           | I Dug a Hole in the Yard for You     | –  | –  | – | –  |              |
| 2020                           | Like a Bee to the Honey              | –  | –  | – | –  |              |
| 2021                           | Believe Me                           | –  | –  | – | –  |              |
| 2021                           | Abracadaver                          | –  | –  | – | –  |              |
| 2021                           | Borderline                           | –  | –  | – | –  |              |
| 2021                           | Merry Blah Blah Blah                 | –  | –  | – | –  |              |
| 2021                           | Demon Supreme                        | –  | –  | – | –  |              |
| 2022                           | Day Off Of The Devil                 | –  | –  | – | –  |              |
| 2022                           | Spear Of The Romans                  | –  | –  | – | –  |              |
| „–” pozycja nie była notowana. |                                      |    |    |   |    |              |

### Albumy wideo
| 2005                           | The Monster Show: Scarctic Circle Gathering 2004 - Data: 17 lutego 2005 - Wydawca: Mayan Records      | – | –  |
| 2006                           | Market Square Massacre - Data: 1 listopada 2006 - Wydawca: BMG Finland                                | 3 | 86 |
| 2006                           | It Snows in Hell - Data: 5 grudnia 2006 - Wydawca: BMG Finland                                        | – | –  |
| 2007                           | Bringing Back the Balls to Stockholm 06: The Opening Night - Data: 21 lutego 2007 - Wydawca: LiveZone | – | –  |
| „–” pozycja nie była notowana. | |   |    |

## Filmografia
| Rok  | Tytuł       | Uwagi                 |
| ---- | ----------- | --------------------- |
| 2004 | The Kin     | reżyseria: Pete Riski |
| 2008 | Dark Floors | reżyseria: Pete Riski |

## Teledyski
| Tytuł                                 | Rok  | Reżyseria                             | Album                                      | Źródło |
| ------------------------------------- | ---- | ------------------------------------- | ------------------------------------------ | ------ |
| „Would You Love a Monsterman?”        | 2002 | Pete Riski                            | Get Heavy                                  | [ 21 ] |
| „Devil Is a Loser”                    | 2003 | Pete Riski                            | Get Heavy                                  | [ 21 ] |
| „Blood Red Sandman”                   | 2004 | Pete Riski                            | The Monsterican Dream                      | [ 21 ] |
| „Hard Rock Hallelujah”                | 2006 | Pete Riski                            | The Arockalypse                            | [ 21 ] |
| „Who’s Your Daddy?”                   | 2006 | Pete Riski                            | The Arockalypse                            | [ 21 ] |
| „Would You Love a Monsterman? (2006)” | 2006 | Pete Riski                            | The Arockalypse: Special Edition           | [ 21 ] |
| „It Snows in Hell”                    | 2006 | Pete Riski                            | The Arockalypse                            | [ 21 ] |
| „Hard Rock Hallelujah”                | 2007 | Antti J. Jokinen                      | The Arockalypse                            | [ 21 ] |
| „Bite It Like a Bulldog”              | 2008 | Limppu Lindberg                       | Deadache                                   | [ 22 ] |
| „This Is Heavy Metal”                 | 2010 | Jukka Salo                            | Babez for Breakfast                        | [ 23 ] |
| „The Riff”                            | 2013 | Martin Müller                         | To Beast or Not to Beast                   | [ 21 ] |
| „Scare Force One”                     | 2014 | Niina Ylipahkala                      | Scare Force One                            | [ 24 ] |
| „Hug You Hardcore”                    | 2016 | Owe Lingvall                          | Monsterephonic (Theaterror Vs. Demonarchy) | [ 25 ] |
| „Naked in My Cellar”                  | 2018 | Boris Bedrosov                        | Sexorcism                                  |        |
| „I Dug a Hole in the Yard for You”    | 2019 | Aapo Lahtela & Vesa Ranta/Kaira Films | Killection                                 |        |
| „Believe Me”                          | 2021 | Mr. Lordi                             | Lordiversity                               |        |
| „Abracadaver”                         | 2021 | Mr. Lordi                             | Lordiversity                               |        |
| „Borderline”                          | 2021 | Mr. Lordi                             | Lordiversity                               |        |
| „Merry Blah Blah Blah”                | 2021 | Mr. Lordi                             | Lordiversity                               |        |
| „Demon Supreme”                       | 2022 | Mr. Lordi                             | Lordiversity                               |        |
| „Reel Monsters”                       | 2022 |                                       |                                            |        |

## Nagrody i wyróżnienia
| Rok  | Kategoria             | Tytułem                | Nagroda                         | Nota      | Źródło |
| ---- | --------------------- | ---------------------- | ------------------------------- | --------- | ------ |
| 2005 | Best Newcomer Award   | Lordi                  | Metal Hammer Golden Gods Awards | Nominacja | [ 26 ] |
| 2005 | Best Video            | „Blood Red Sandman”    | Metal Hammer Golden Gods Awards | Nominacja | [ 26 ] |
| 2006 | Spirit Of Hammer      | Lordi                  | Metal Hammer Golden Gods Awards | Laur      | [ 27 ] |
| 2006 | Vuoden yhtye          | Lordi                  | Emma-gaala                      | Laur      | [ 28 ] |
| 2006 | Vuoden vienti-Emma    | Lordi                  | Emma-gaala                      | Laur      | [ 28 ] |
| 2006 | Vuoden biisi          | „Hard Rock Hallelujah” | Emma-gaala                      | Laur      | [ 28 ] |
| 2006 | Vuoden e-Emma         | „Hard Rock Hallelujah” | Emma-gaala                      | Laur      | [ 28 ] |
| 2006 | Vuoden myydyin albumi | The Arockalypse        | Emma-gaala                      | Laur      | [ 28 ] |